# Alice (voornaam)

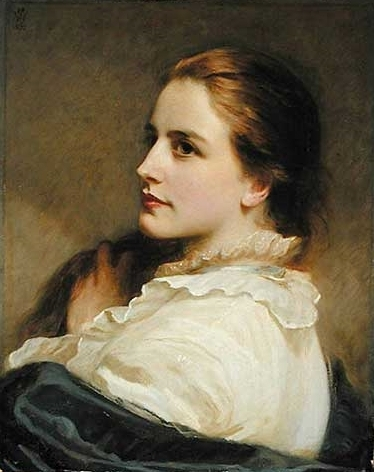
Henry Tanworth Wells: Alice, 1877

Alice is een vrouwelijke voornaam die vooral gebruikt wordt in het Engels en het Frans. Het is de afgekorte vorm van Adalais, wat is afgeleid van de Germaanse naam Adalheidis, en betekent "van nobele afkomst". Alaïs is de oude Franse vorm van de naam.

## Europese adel/koningshuizen
- Alice van Albany
- Alice van Battenberg, dochter van Alice van Saksen-Coburg en Gotha
- Alice van Bourbon-Parma
- Alice van Champagne
- Alice Keppel, maîtresse van Eduard VII en overgrootmoeder van Camilla Parker Bowles
- Alice van Saksen-Coburg en Gotha,  dochter van koningin Victoria

## Bekende naamdraagsters in de literatuur
- Alice in Wonderland, kinderboek van Lewis Carroll.